# Hybogaster gibberosa
Hybogaster gibberosa är en stekelart som först beskrevs av Gyöö Viktor Szépligeti 1901.  Hybogaster gibberosa ingår i släktet Hybogaster och familjen bracksteklar. Inga underarter finns listade i Catalogue of Life.